# Mimovitalisia wittmeri
Mimovitalisia wittmeri är en skalbaggsart som beskrevs av Stefan von Breuning 1975. Mimovitalisia wittmeri ingår i släktet Mimovitalisia och familjen långhorningar. Inga underarter finns listade i Catalogue of Life.